# Gerrit Dames
Gerrit Willem Teo Dames (Amersfoort, 4 december 1909 – Den Haag, 9 december 1956) was een Nederlandse militair tijdens de Tweede Wereldoorlog. Omdat hij  weigerde de erewoordverklaring te tekenen, kwam hij met vele lotgenoten in Colditz terecht.
Gerrit Dames was de zoon van Gerrit Dames (1879-1955) en Grietje Nauta (1880-1959), beiden uit Harlingen. Vader Gerrit was beroepsmilitair. Als jonggetrouwd stel werden Gerrit en Grietje uitgestuurd naar Paramaribo waar hun eerste twee kinderen ter wereld kwamen: Hilda in 1906 en Teo in 1908. 
Op 20 september 1909 vestigde het gezin zich in Amersfoort, tien weken voordat hun zoon Gerrit werd geboren. Vader Gerrit eindigde zijn carrière als reserve-generaal-majoor. Hij werd benoemd tot officier in de Orde van Oranje-Nassau (met de zwaarden). Daarna verhuisden ze naar Bussum.
Gerrit groeide dus in Amersfoort op en werd ook beroepsmilitair. In 1940 was hij eerste luitenant der infanterie van het KNIL. Als krijgsgevangene werden de Nederlanders eerst naar Oflag VIII C in Juliusburg gebracht, maar nadat daar twee Nederlanders ontsnapten, werden ze op 24 juli 1941 overgeplaatst naar het zwaarbewaakte kamp Colditz. Daar hielp Gerrit, soms met gevaar voor eigen leven, Machiel van den Heuvel, de ontsnappingsofficier. Zo hielp hij bij het ontsnappen van Lt Hans Larive en Lt Francis Steinmetz, door te doen alsof hij zelf een ontsnappingspoging deed. Hij knipte een gat in de omheining, kroop erdoor en riep naar twee (niet-bestaande) medevluchters dat hij betrapt was. Het was een afleidingsmanoeuvre waardoor de Duitsers op de verkeerde plek zochten en Larive en Steinmetz, die zich in een waterput hadden verstopt, later ongezien de muur over konden klimmen.  
Na de oorlog ging Gerrit Dames weer naar Indië. Hij was de toenmalige Res. off. van gezondheid KNIL toen hij op 18 februari 1949 werd onderscheiden met het Kruis van Verdienste.
Gerrit overleed in Den Haag in 1956, kort na zijn vader en kort voor zijn moeder en kort na zijn verjaardag. Hij was ongehuwd.

## Amersfoort
Dat Gerrit Dames met heimwee terugdacht aan Amersfoort, blijkt uit onderstaand gedicht, dat hij in 1942 in Colditz schreef. Het is te vinden in Archief Eemland (toegang 0384, nr. 14).
Daar waar het water der Vallei tot Eem gaat samenkomen,
Om dan door onafzienb’re wei ter Zuiderzee te stroomen,
Daar aan den rand van Amersfoort, daar bij de oude Koppelpoort,
Daar is de plaats van mijn geboort. Daar bij de oude Liniedijk
Met ’t Hoogeland bezijden, in ’t kievit en het gruttorijk
Der groote polderweiden; waar langs de smalle Modderbeek
De dotterbloemen bloeien en in de bosschen van De Treek
De dart’le reeën stoeien; waar het geweldig vlak der hei
Golvend ten Stompert stijgt, vanwaar men op de stad der Kei
Het prachtigst uitzicht krijgt, waar op de Berg het dennenbosch
Wisselt met looverboomen, het naaldbed met het groene mos,
Een kind zoo schoon kan droomen en in het blanke rulle zand
Der woeste Soesterduinen daar in dit machtig mooie land,
Die ware godentuinen, daar heb mijn jeugd ik doorgebracht,
Heeft de natuur mij toegelacht met al haar grootsche macht en pracht.
Oflag IVC
G.W.T. Dames
Colditz
October 1942

## Onderscheiden
- Kruis van Verdienste, opgespeld op het terrein van de Poloniakazerne in Medan, door generaal-majoor P. Scholten.[6]